# 京都府立大江高等学校
京都府立大江高等学校（きょうとふりつ おおえこうとうがっこう）は、京都府福知山市にある公立高等学校。

## 設置学科
- 単位制地域創生科（令和２年度より学科改編）

## 教育理念
- 1、学習と進路（知）
- 2、豊かな情操（情）
- 3、人権の尊重（意）
- 4、健康と安全（体）

## 沿革
- 1908年（明治41年） - 前身の加佐郡立養蚕学校が開設される。
- 1948年（昭和23年）4月1日 - 学制改革により、京都府立河守農業高等学校となる。
- 1948年（昭和23年）10月1日 - 京都府立河守高等学校（きょうとふりつ こうもりこうとうがっこう）に改称される。
- 1959年（昭和34年） - 現在の校名となる。
- 1989年（平成元年） - ソフト経済科を、1クラス設置する。
- 2006年（平成18年） - これまでの普通科I類、II類、及びソフト経済科の募集を停止し、新たに普通科総合選択制、ビジネス科学科の募集を開始する。
- 2007年（平成19年） - ビジネス科学科の中核となるビジネス実習「オンライン・ショッピングモール“くるせる”」を開始する。

## 学習・進路
- 普通科総合選択制　2年次20単位、3年次24単位分の選択科目で1人ひとりの学習・進路ニーズに応じた学習を進める。
- ビジネス科学科　商業系専門学科として、高度な専門的資格の取得はもちろん、就職にも進学にも対応できる。
- 土曜日授業は、周辺の進学校である京都共栄学園中学校・高等学校や福知山成美高等学校、京都府立福知山高等学校・附属中学校とは対照的に行われていない。
- 2015年度卒業生の進路は、進学が約60%（四大進学者は全体の約20%）、就職が約32%となった[1]。

## 学校行事
- 4月；入学式、遠足
- 5月；校内球技大会
- 6月；芸術鑑賞
- 7月；インターンシップ
- 9月；学校祭
- 11月；研修旅行（2年）
- 3月；卒業式

## 施設／設備
- 体育館
- ICTラボ
- 情報処理室
- 更衣室
- 普通教室の冷房
- テニスコート
- トレーニングルーム
- 自習室
- ＣＡＶ講義室
- スタジオ
- 弓道場

## 部活動

### 運動部
- 硬式野球部
- 陸上競技部
- バスケットボール部
- 弓道部
- 卓球部
- バドミントン部
- ソフトテニス部
- サッカー部

### 文化部
- 美術部
- ブラスバンド部
- 家庭科部
- 写真部
- 情報デザイン部
- 情報部
- 茶道部
- ボランティア部

## アクセス
- 京都丹後鉄道（丹鉄）大江高校前駅から東に600m
- 京都交通大江線、大江高校前バス停